# Leiterswiller

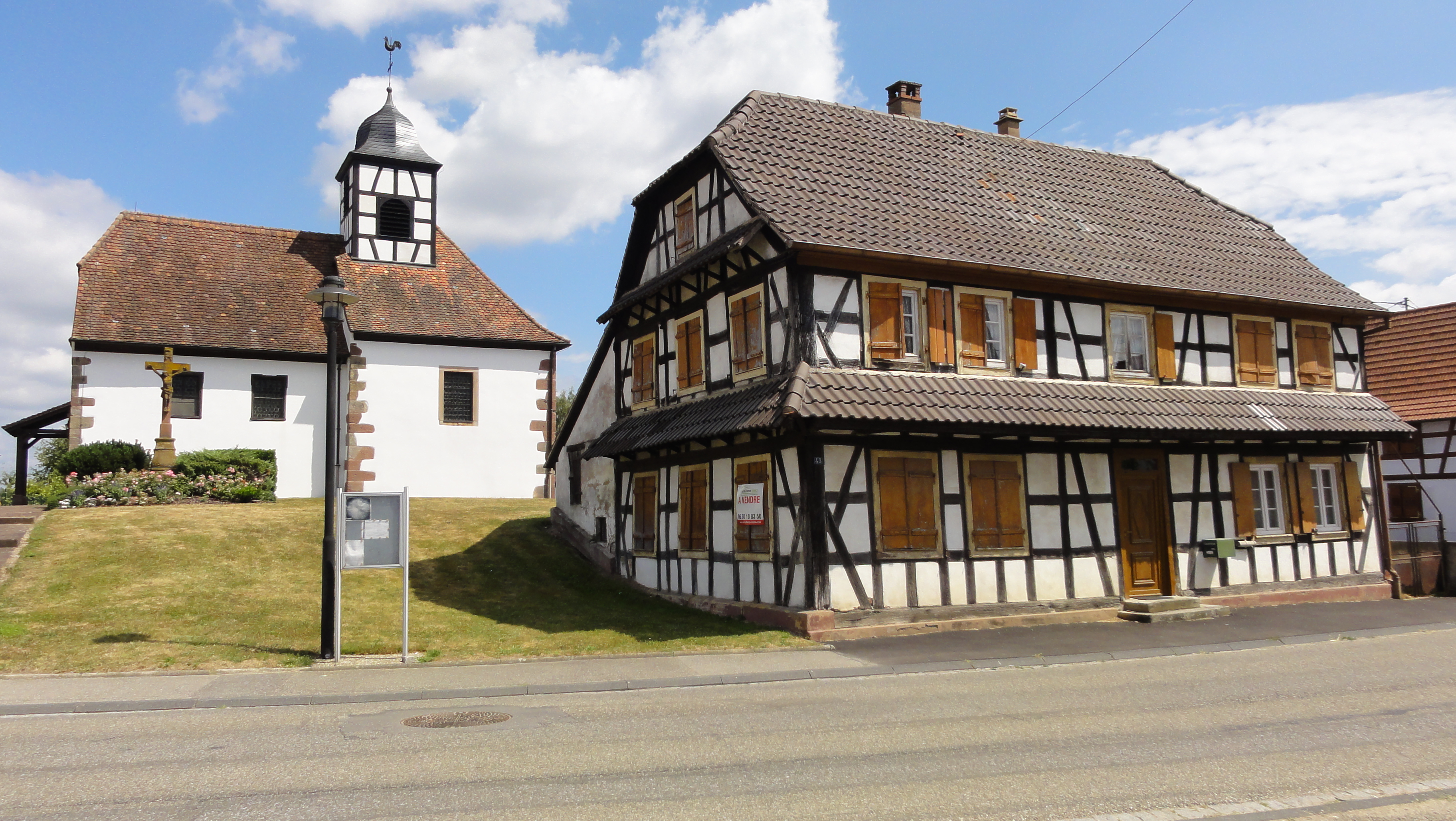
Evangelische Kirche

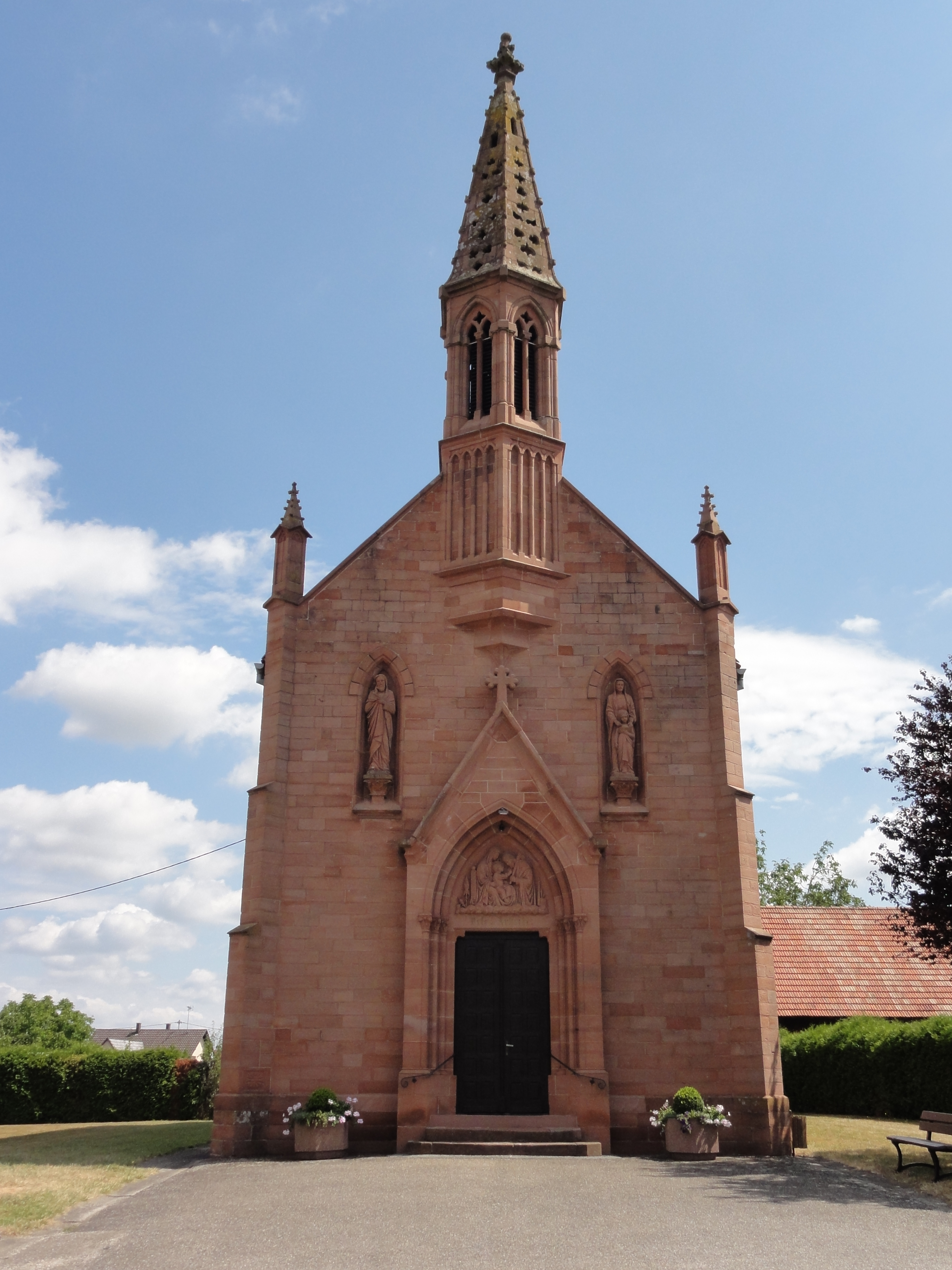
Römisch-katholische Kirche

Leiterswiller (deutsch: Leitersweiler, historisch auch: Leutersweiler) ist ein Ortsteil von Hoffen, einer Gemeinde im Département Bas-Rhin in der Region Grand Est (bis 2015 Elsass) in Frankreich.

## Geschichte

### Mittelalter
Das Dorf Leitersweiler gehörte zunächst zur Landgrafschaft Elsass und lag im Hattgau. 1332 kauften die Herren von Lichtenberg es zusammen mit einer Reihe weiterer Dörfer und Rechte. Es war ein Reichslehen, das sie dem Amt Hatten (auch: Hattgau) zuordneten. Das Amt Hatten bildete sich im 14. Jahrhundert heraus und war ein Amt der Herrschaft Lichtenberg, ab 1480 der Grafschaft Hanau-Lichtenberg, von der es 1736 auf die Landgrafschaft Hessen-Darmstadt überging.
Anna von Lichtenberg (* 1442; † 1474), eine der beiden Erbtöchter Ludwig V., heiratete 1458 den Grafen Philipp I. den Älteren von Hanau-Babenhausen (* 1417; † 1480), der eine kleine Sekundogenitur aus dem Bestand der Grafschaft Hanau erhalten hatte, um sie heiraten zu können. Durch die Heirat entstand die Grafschaft Hanau-Lichtenberg. Nach dem Tod des letzten Lichtenbergers, Graf Jakob, eines Onkels von Anna, erhielt Philipp I. d. Ä. 1480 die Hälfte der Herrschaft Lichtenberg. Dazu zählte auch das Amt Hatten und mit ihm Leitersweiler.

### Neuzeit
Graf Philipp IV. von Hanau-Lichtenberg (1514–1590) führte nach seinem Regierungsantritt 1538 die Reformation in seiner Grafschaft konsequent durch, die nun lutherisch wurde.
Durch die Reunionspolitik Frankreichs fielen um 1680 die im Elsass gelegenen Teile der Grafschaft Hanau-Lichtenberg unter die Oberhoheit Frankreichs, so auch das Amt Hatten und Leitersweiler.
1736 starb mit Graf Johann Reinhard III. der letzte männliche Vertreter des Hauses Hanau. Aufgrund der Ehe seiner einzigen Tochter, Charlotte (* 1700; † 1726), mit dem Erbprinzen Ludwig (VIII.) (* 1691; † 1768) von Hessen-Darmstadt fiel die Grafschaft Hanau-Lichtenberg nach dort. Als Folge der Französischen Revolution fiel dann der linksrheinische Teil der Grafschaft Hanau-Lichtenberg – und damit auch Leitersweiler – an Frankreich. 1798 hatte das Dorf 120 Einwohner.

## Sehenswürdigkeiten
- Lutherische Kirche, im Kern mittelalterlich, bis 1897 Simultankirche.[7]